# 那珂村
那珂村（なかむら）は、宮崎県宮崎郡にあった村。1955年、（旧）佐土原町と合併し佐土原町となる。2006年以降は宮崎市の一部。

## 沿革
- 1889年5月1日 - 町村制施行に伴い、東上那珂村、西上那珂村が合併して北那珂郡那珂村が成立。
- 1896年4月1日 - 郡の再編により北那珂郡が宮崎郡に統合される[1]。
- 1955年4月1日 - 佐土原町と合併して佐土原町となり消滅。
- 2006年1月1日 - 佐土原町が田野町、東諸県郡高岡町とともに宮崎市へ編入される。

## 大字
- 東上那珂（ひがしかみなか）
- 西上那珂（にしかみなか）

## 交通

### 鉄道
村内には通っていなかった。日本国有鉄道日豊本線広瀬駅（当村消滅後1965年に佐土原駅へ改称）が最寄りであった。